# روت ناس

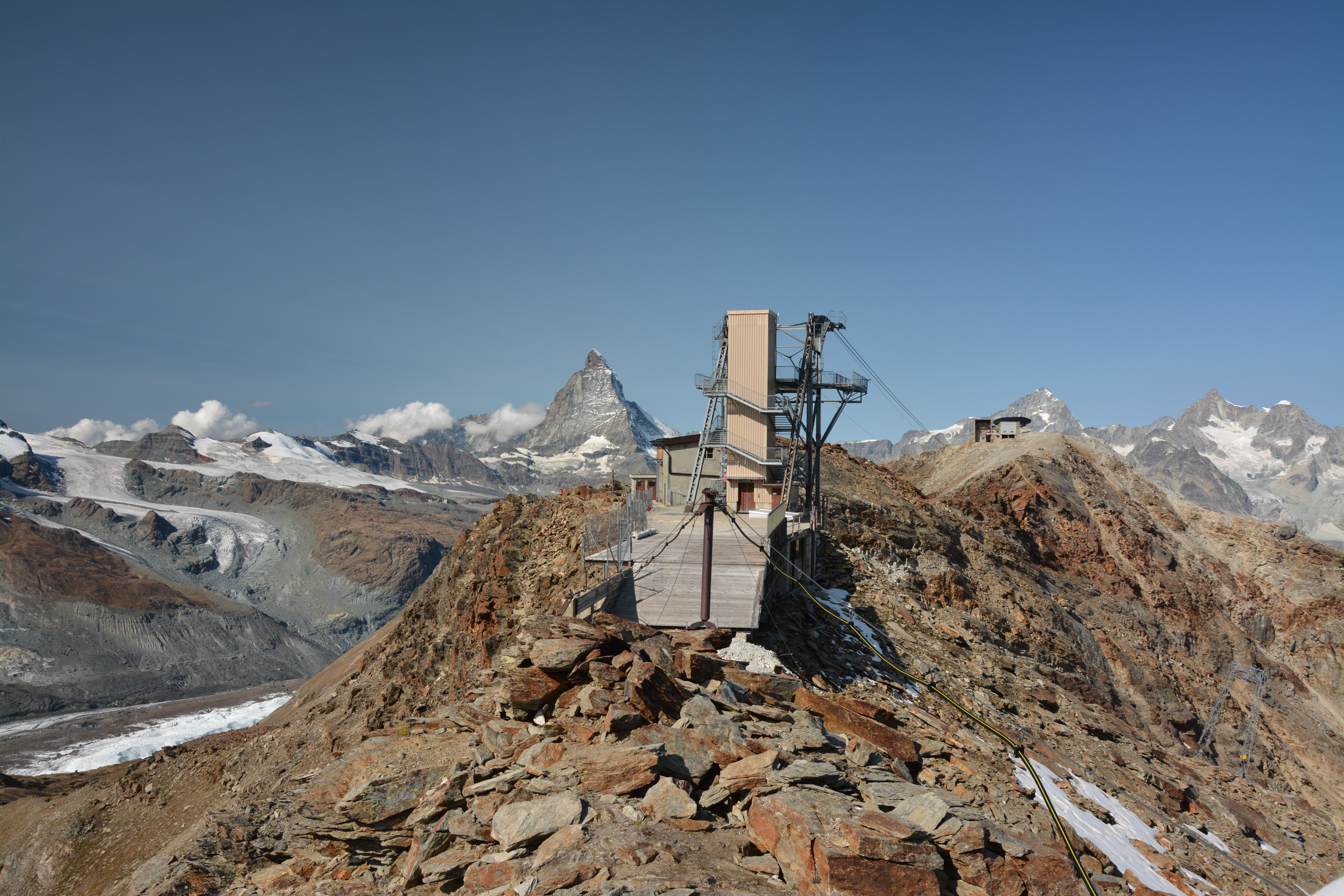
گوه روت ناس

روت ناس (به لاتین: Rote Nase) یک کوه در سوئیس است که در کانتون وله واقع شده‌است. روت ناس ۳٬۲۵۱ متر بالاتر از سطح دریا واقع شده‌است.